# Aborto en Ecuador
El aborto en Ecuador, entendido como interrupción voluntaria del embarazo o aborto inducido, es legal solo cuando la vida o salud de la madre está en riesgo, o en caso de que el embarazo sea producto de una violación.

## Marco Legal
En el 2014 el Código Orgánico Integral Penal aprobado por la Asamblea Nacional del Ecuador tipificó el aborto como delito. Dentro del Capítulo Segundo: Delitos Contra los Derechos de la Libertad, Sección Primera Delitos Contra la Inviolabilidad de la Vida se identificó diferentes instancias del aborto tales como: el aborto con muerte, aborto consentido, aborto no consentido y aborto no punible. En este contexto legal, el Artículo 149.- titulado Aborto Consentido estableció que la mujer que cause su aborto tendrá una sanción de pena privativa de seis meses hasta dos años. Sin embargo, no solo se establecieron penas privativas para quienes consienten la interrupción del embarazo, sino también para quienes hicieran abortar a una mujer, considerados como quienes proveen los servicios. Consecuentemente el Artículo 148.- estableció que quien haga abortar a una mujer que no lo ha consentido será privada de su libertad por un periodo de entre cinco y siete años, mientras que la persona que la haga abortar bajo el consentimiento de esta tendría una pena privativa de libertad de entre uno y tres años.
En cuanto al aborto legal, el Código Orgánico Integral Penal en el Artículo 150.- estableció que será un aborto no punible el que sea practicado por un profesional de la salud que se encuentre capacitado, que además tenga el consentimiento de la mujer, de su cónyuge o familiares íntimos que sean representantes legales en caso de que ella no esté en posibilidades de consentirlo por sí misma. Se considerará un aborto como no punible cuando: se ha practicado para evitar un peligro en la vida o en la salud de una mujer y si es que el embarazo es producto de una violación a una mujer que tiene discapacidad mental.

## Judicialización del aborto
Entre los años de 2013 y 2014, antes de la creación del Código Orgánico Integral Penal, existieron 51 procesos de judicialización por aborto llevados por la Fiscalía General del Estado. Después de la creación del Código Orgánico Integral Penal, entre los años 2015 y el 2017 fueron judicializadas 192 mujeres. Sin embargo no se cuentan con datos desagregados de las mujeres que han sido criminalizadas por abortar y por las personas que han provisto los servicios.

## Estadísticas
De las 47 mil muertes por aborto en el mundo, el 86% ocurre en países en vía de desarrollo. La mayoría de estos abortos se realizan de manera clandestina y en pésimas condiciones, lo que determina un grave problema para la salud pública [cita requerida]. En Ecuador, las provincias que más abortos presentan son: Pastaza, Pichincha, Guayas, Galápagos y Esmeraldas. En Guayas abarcando un 29.2% del total, seguida de Pichincha con el 21.5% y Manabí con el 7.3%. Sin embargo, el ajuste poblacional por provincia y número de habitantes en riesgo ha determinado que la tasa de aborto por cada nacimiento vivo es mucho mayor en la Provincia de Pastaza, seguida de Pichincha, Guayas, Galápagos y Esmeraldas. El 84% de la atención de los abortos se realizan en el sector público, frente al 16% en el sector privado.
La tasa de aborto también varía según la etnia. Se estima que 3.47 de cada 1000 mujeres en edad fértil de etnia blanca o mestiza abortan cada año. Esta cifra es de 2.58 en la población indígena y 1.96 en la población afro o montubia.
Se concluye que en Ecuador hay una evidente tendencia hacia el aborto inducido, contabilizando solo abortos espontáneos o médicamente justificados[cita requerida]. Estos estarían asociados a la auto-medicación de fármacos que provocan aborto [cita requerida]. Las mujeres que deciden un aborto como alternativa de mitigar sus problemas económicos. sociales o psicológicos, se los provocan y luego acuden a los centros de salud como casos de emergencia.
En áreas rurales, las mujeres no tienen las mismas opciones y sufren complicaciones de salud: perforación o extirpación de útero, infertilidad o muerte. Precisamente, estas mujeres son a las que más se les violenta sus derechos de atención justa, oportuna y satisfactoria.
Está probado que una legalización apropiada sobre el aborto reduciría la mortalidad materna y las complicaciones de salud en Ecuador [cita requerida]. Ante esta realidad, se debería evaluar la situación del aborto en las leyes y sobre todo plantear políticas públicas adecuadas y acordes a las estadísticas.
La cantidad de abortos reportados por año mantiene una tendencia en alza, especialmente desde el 2008 en adelante. La tasa de aborto en mujeres en edad fértil desde el periodo 2004-2014 obtenida fue de 115 por cada 1000 nacidos vivos, según el Ministerio de Salud Pública.

## Mujeres que han sido penalizadas por abortar en el Ecuador
En Ecuador 243 mujeres han sido acusadas penalmente por haber abortado en los últimos seis años. En 2017, 62 mujeres han sido procesadas judicialmente. La ubicación geográfica de estas mujeres dentro del país es la siguiente:
| REGIÓN COSTA | REGIÓN COSTA |
| PROVINCIAS   | # DE CASOS   |
| ------------ | ------------ |
| Esmeraldas   | 6            |
| Manabí       | 8            |
| Santa Elena  | 2            |
| Guayas       | 41           |
| El Oro       | 10           |
| Los Ríos     | 11           |

| REGIÓN SIERRA | REGIÓN SIERRA |
| PROVINCIAS    | # DE CASOS    |
| ------------- | ------------- |
| Carchi        | 10            |
| Imbabura      | 16            |
| Pichincha     | 36            |
| Cotopaxi      | 12            |
| Bolívar       | 2             |
| Tungurahua    | 3             |
| Chimborazo    | 15            |
| Cañar         | 8             |
| Azuay         | 11            |
| Loja          | 13            |

| REGIÓN AMAZÓNICA | REGIÓN AMAZÓNICA |
| PROVINCIAS       | # DE CASOS       |
| ---------------- | ---------------- |
| Sucumbios        | 4                |
| Napo             | 11               |
| Orellana         | 3                |
| Pastaza          | 10               |
| Morona Santiago  | 9                |
| Zamora           | 2                |

No hay casos registrados en Santo Domingo y en Galápagos. Pero cabe mencionar que desde la vigencia del Código Orgánico Integral Penal se disparó el número de mujeres procesadas por aborto en Ecuador.

## Violación de los principios del debido proceso por criminalización por aborto
De acuerdo con la Constitución Política del Ecuador, en todo proceso en el que se determinen derechos y obligaciones de cualquier orden, se asegurará el derecho al debido proceso. Por debido proceso se entiende: el proceso que satisface todos los requerimientos, condiciones y exigencias necesarias para garantizar la efectividad del derecho material, haciendo efectivos los presupuestos, principios y las normas constitucionales, legales e internacionales así como los principios generales para alcanzar una justa administración de justicia. Esto significa que el es un proceso que tiene como efecto inmediato la protección integral de la seguridad de los ciudadanos, reconocida constitucionalmente como derechos, reconocidos como "debidos" por el derecho que se les debe a las personas de cosas justas y exigibles por la propia subjetividad jurídica.

### Violación al principio de inocencia debida
A pesar de que la Constitución del Ecuador establece que se debe presumir la inocencia de todas las personas y ser tratadas como tal mientras no se declare su responsabilidad o sentencia existen casos en los que se han judicializado a mujeres por haber tenido abortos espontáneos o se han procesado a mujeres sin haber tenido evidencias de un aborto consentido [cita requerida].

### Flagrancia
Dentro de la violación al principio de inocencia debida, se encuentran los casos en los que las mujeres han sido procesadas por delito flagrantes pues deben mantener su condición de inocente aun cuando el proceso continúa y porque el delito flagrante aplica únicamente cuando la persona ha sido aprehendida cometiendo la infracción o crimen o hasta después de 24 horas de persecución constante.

### Violación del secreto profesional y confidencialidad en salud
La Constitución del Ecuador en el artículo 66.- establece que no se puede exigir, utilizar sin autorización del titular o de sus representantes legales información personal sobre creencias religiosas, filiación o pensamiento político, ni sobre datos referentes a su salud y vida sexual. Por lo tanto la información que tenga que ver con la salud de un individuo es información protegida y confidencial. Además el Código Orgánico Integral Penal protege a las personas y la confidencialidad de su información penalizando la ruptura del secreto profesional como lo especifica el Artículo 179.- La persona que por razón de su oficio, empleo o profesión tenga conocimiento de un secreto cuya divulgación podría causar daño a otra persona y lo revele, será sancionado con una pena privativa de un periodo que abarca entre seis meses y un año. El 4 de agosto de 2017 se emitió el memorando MSP-2017-0790-M en el cual se recordaba la obligación que tienen los establecimientos de salud de atender de manera oportuna a las mujeres que lleguen con procesos de aborto en curso o con consecuencias de aborto ya realizados, con la finalidad de precautelar su derecho a la vida. Además el memorando recordó que la atención de salud es un derecho para todos, siendo estos infractores y no infractores. El Ministerio de Salud aclaró que lo emitido en el memorando no implicaba de manera alguna la legalización de los casos de aborto sancionados en el Código Orgánico Integral Penal. Además, aclaró que en la atención de estos casos, como en otros, debe respetarse el secreto profesional, que es una obligación reconocida en la Constitución y el propio Código Orgánico Integral Penal.

## Recomendaciones de la ONU
La Asamblea Nacional del Ecuador debería despenalizar el aborto de acuerdo con las recomendaciones formuladas por la ONU. En febrero de 2015, el Comité de la ONU para la Eliminación de la Discriminación contra la Mujer exhortó a Ecuador a despenalizar el aborto en casos de violación, incesto y malformaciones graves del feto [cita requerida]. El Código Orgánico Integral Penal de Ecuador prohíbe el aborto. Solamente prevé excepciones para aquellos casos que representen un peligro para la vida o la salud de la mujer embarazada si este peligro no puede ser evitado por otros medios y cuando el embarazo es consecuencia de la violación de una mujer que padezca discapacidad mental. Todas las mujeres ecuatorianas o jóvenes, incluso aquellas embarazadas a causa de una violación sexual o cuyo embarazo sea inevitable, no pueden acceder a abortos legales y podrían recibir penas de hasta dos años de prisión si recurren a esta práctica. El Código Penal prevé penas incluso más severas para los médicos profesionales que practiquen abortos. Liesl Gerntholtz, directora de los derechos de la mujer de Human Rights Watch mencionó que la Asamblea Nacional no debería permitir que siga vigente una ley que perjudica a víctimas de violación sexual y a las mujeres que enfrentan la dura realidad de un embarazo inevitable ya que eso demuestra el poco respeto a los Derechos Humanos de las Mujeres. Como consecuencia de la legislación ecuatoriana sobre aborto, muchas mujeres y jóvenes embarazadas recurren a abortos clandestinos e inseguros, poniendo en riesgo su vida y su salud. El aborto representa la segunda causa de morbilidad femenina (enfermedades, discapacidades o lesiones) y una causa significativa de mortalidad materna en Ecuador.

## Actualidad
El 17 de septiembre de 2019, la Asamblea Nacional del Ecuador rechazó que se incluya en el Código Orgánico Integral Penal una propuesta para despenalizar el aborto en casos de violación, estupro, inseminación no consentida, malformación del feto e incesto, con 65 votos afirmativos, 59 votos en contra, 6 abstenciones y 7 ausencias, entre ellas las de asambleístas como María Mercedes Cuesta, Tanlly Vera y Jeannine Cruz, que meses atrás se habían pronunciado a favor de la reforma al artículo 150 del COIP que ampliaría las circunstancias para el aborto no punible. Por su parte, diversas organizaciones civiles y feministas a favor del aborto por violación anunciaron que demandarían la inconstitucionalidad de la resolución de la Asamblea ante la Corte Constitucional del Ecuador.
El 25 de agosto de 2020, la función legislativa aprobó el Proyecto de Código Orgánico de la Salud, que se venía debatiendo desde 2012, y que entre otros temas, incluye la obligatoriedad de atención de emergencia gíneco-obstétrica que comprometa la salud materno fetal y prohíbe la objeción de conciencia del personal de salud en cuanto a la prescripción de métodos anticonceptivos.
El 28 de abril de 2021, la Corte Constitucional de Ecuador declaró inconstitucional la prohibición del aborto para mujeres víctimas de violación.